# Kvalifikace na Mistrovství světa ve fotbale 2018 (CONMEBOL)
Kvalifikace na mistrovství světa ve fotbale 2018 zóny CONMEBOL určila 4 přímé účastníky Mistrovství světa ve fotbale 2018 v Rusku a 1 účastníka mezikontinentální baráže.
Kvalifikace jihoamerické zóny začala 8. října 2015 a skončí 10. října 2017. Všech 10 týmů utvořilo jedinou skupinu, ve které se spolu utká každý s každým jednou doma a jednou venku (každý tým tak odehraje celkem 18 zápasů). První čtyři týmy přímo postupují na mistrovství a tým na pátém místě se zúčastní mezikontinentální baráže.

## Tabulka
| Tým       | Z  | V  | R | P  | VG | IG | +/- | B  |
| --------- | -- | -- | - | -- | -- | -- | --- | -- |
| Brazílie  | 18 | 12 | 5 | 1  | 41 | 11 | +30 | 41 |
| Uruguay   | 18 | 9  | 4 | 5  | 32 | 20 | +12 | 31 |
| Argentina | 18 | 7  | 7 | 4  | 19 | 16 | +3  | 28 |
| Kolumbie  | 18 | 7  | 6 | 5  | 21 | 19 | +2  | 27 |
| Peru      | 18 | 7  | 5 | 6  | 27 | 26 | +1  | 26 |
| Chile     | 18 | 8  | 2 | 8  | 26 | 27 | -1  | 26 |
| Paraguay  | 18 | 7  | 3 | 8  | 19 | 25 | -6  | 24 |
| Ekvádor   | 18 | 6  | 2 | 10 | 26 | 29 | -3  | 20 |
| Bolívie   | 18 | 4  | 2 | 12 | 16 | 38 | -22 | 14 |
| Venezuela | 18 | 2  | 6 | 10 | 19 | 35 | -16 | 12 |

- Týmy  Brazílie,  Uruguay,  Argentina a  Kolumbie postoupily na Mistrovství světa ve fotbale 2018.
- Peru postoupilo do mezikontinentální baráže.

## Zápasy

### Kolo 1
| 8. října 2015 16:00 UTC–4 |        |                                    |                                                           |
| Bolívie                   | 0–2    | Uruguay                            | Estadio Hernando Siles, La Paz rozhodčí: Patricio Loustau |
|                           | Report | Martín Cáceres 10' Diego Godín 69' | Estadio Hernando Siles, La Paz rozhodčí: Patricio Loustau |

| 8. října 2015 15:30 UTC–5                 |        |      |                                                                             |
| Kolumbie                                  | 2–0    | Peru | Estadio Metropolitano Roberto Melédez, Barranquilla rozhodčí: Antonio Arias |
| Teófilo Gutiérrez 36' Edwin Cardona 90+4' | Report |      | Estadio Metropolitano Roberto Melédez, Barranquilla rozhodčí: Antonio Arias |

| 8. října 2015 16:30 UTC–4:30 |        |                     |                                                              |
| Venezuela                    | 0–1    | Paraguay            | Estadio Cachamay, Ciudad Guayana rozhodčí: Hernando Buitrago |
|                              | Report | Derlis González 85' | Estadio Cachamay, Ciudad Guayana rozhodčí: Hernando Buitrago |

| 8. října 2015 20:30 UTC–3             |        |          |                                                                             |
| Chile                                 | 2–0    | Brazílie | Estadio Nacional Julio Martínez Prádanos, Santiago rozhodčí: Roddy Zambrano |
| Eduardo Vargas 72' Alexis Sánchez 88' | Report |          | Estadio Nacional Julio Martínez Prádanos, Santiago rozhodčí: Roddy Zambrano |

| 8. října 2015 21:00 UTC–3 |        |                                       |                                                                                    |
| Argentina                 | 0–2    | Ekvádor                               | Estadio Monumental Antonio Vespucio Liberti, Buenos Aires rozhodčí: Julio Bascuñán |
|                           | Report | Frickson Erazo 81' Felipe Caicedo 82' | Estadio Monumental Antonio Vespucio Liberti, Buenos Aires rozhodčí: Julio Bascuñán |

### Kolo 2
| 13. října 2015 16:00 UTC–5                     |        |         |                                                          |
| Ekvádor                                        | 2–0    | Bolívie | Estadio Olímpico Atahualpa, Quito rozhodčí: Sandro Ricci |
| Miller Bolaños 81' Felipe Caicedo 90+5' (pen.) | Report |         | Estadio Olímpico Atahualpa, Quito rozhodčí: Sandro Ricci |

| 13. října 2015 20:00 UTC–3                         |        |          |                                                      |
| Uruguay                                            | 3–0    | Kolumbie | Estadio Centenario, Montevideo rozhodčí: Héber Lopes |
| Diego Godín 34' Diego Rolán 51' Abel Hernández 87' | Report |          | Estadio Centenario, Montevideo rozhodčí: Héber Lopes |

| 13. října 2015 21:00 UTC–3 |        |           |                                                               |
| Paraguay                   | 0–0    | Argentina | Estadio Defensores del Chaco, Asunción rozhodčí: Andrés Cunha |
|                            | Report |           | Estadio Defensores del Chaco, Asunción rozhodčí: Andrés Cunha |

| 13. října 2015 22:00 UTC–3                           |        |                      |                                                     |
| Brazílie                                             | 3–1    | Venezuela            | Estádio Castelão, Fortaleza rozhodčí: Darío Ubriaco |
| Willian Borges da Silva 1', 42' Ricardo Oliveira 73' | Report | Christian Santos 64' | Estádio Castelão, Fortaleza rozhodčí: Darío Ubriaco |

| 13. října 2015 21:15 UTC–5                            |        |                                                |                                                |
| Peru                                                  | 3–4    | Chile                                          | Estadio Nacional, Lima rozhodčí: Néstor Pitana |
| Jefferson Farfán 10', 36' (pen.) Paolo Guerrero 90+2' | Report | Alexis Sánchez 7', 44' Eduardo Vargas 41', 49' | Estadio Nacional, Lima rozhodčí: Néstor Pitana |

### Kolo 3
| 12. listopadu 2015 16:00 UTC–4                                           |        |                             |                                                          |
| Bolívie                                                                  | 4–2    | Venezuela                   | Estadio Hernando Siles, La Paz rozhodčí: Víctor Carrillo |
| Rodrigo Ramallo 19', 45+1' Juan Carlos Arce 26' ( pen.) Rudy Cardozo 49' | Report | Mario Rondón 32' Blanco 55' | Estadio Hernando Siles, La Paz rozhodčí: Víctor Carrillo |

| 12. listopadu 2015 16:00 UTC–5        |        |                    |                                                             |
| Uruguay                               | 2–1    | Ekvádor            | Estadio Olímpico Atahualpa, Quito rozhodčí: Ricardo Marques |
| Felipe Caicedo 23' Fidel Martínez 59' | Report | Edinson Cavani 49' | Estadio Olímpico Atahualpa, Quito rozhodčí: Ricardo Marques |

| 12. listopadu 2015 20:30 UTC–3 |        |                     |                                                                              |
| Chile                          | 1–1    | Kolumbie            | Estadio Nacional Julio Martínez Prádanos, Santiago rozhodčí: Enrique Cáceres |
| Arturo Vidal 45'               | Report | James Rodríguez 68' | Estadio Nacional Julio Martínez Prádanos, Santiago rozhodčí: Enrique Cáceres |

| 13. listopadu 2015 21:00 UTC–3 |        |                |                                                                                   |
| Argentina                      | 1–1    | Brazílie       | Estadio Monumental Antonio Vespucio Liberti, Buenos Aires rozhodčí: Antonio Arias |
| Ezequiel Lavezzi 34'           | Report | Lucas Lima 58' | Estadio Monumental Antonio Vespucio Liberti, Buenos Aires rozhodčí: Antonio Arias |

| 13. listopadu 2015 21:15 UTC–5 |        |          |                                                 |
| Peru                           | 1–0    | Paraguay | Estadio Nacional, Lima rozhodčí: Julio Bascuñán |
| Jefferson Farfán 20'           | Report |          | Estadio Nacional, Lima rozhodčí: Julio Bascuñán |

### Kolo 4
| 17. listopadu 2015 15:30 UTC–5 |        |                  |                                                                            |
| Kolumbie                       | 0–1    | Argentina        | Estadio Metropolitano Roberto Meléndez, Barranquilla rozhodčí: Carlos Vera |
|                                | Report | Lucas Biglia 19' | Estadio Metropolitano Roberto Meléndez, Barranquilla rozhodčí: Carlos Vera |

| 17. listopadu 2015 16:30 UTC–4:30 |        |                                                      |                                                        |
| Venezuela                         | 1–3    | Ekvádor                                              | Estadio Cachamay, Ciudad Guayana rozhodčí: Gery Vargas |
| Josef Martínez 84'                | Report | Fidel Martínez 15' Jefferson Montero 23' Caicedo 60' | Estadio Cachamay, Ciudad Guayana rozhodčí: Gery Vargas |

| 17. listopadu 2015 20:00 UTC–3      |        |                 |                                                              |
| Paraguay                            | 2–1    | Bolívie         | Estadio Defensores del Chaco, Asunción rozhodčí: José Argote |
| Dario Lezcano 61' Lucas Barrios 64' | Report | Yasmani Duk 59' | Estadio Defensores del Chaco, Asunción rozhodčí: José Argote |

| 17. listopadu 2015 20:10 UTC–3                        |        |       |                                                        |
| Uruguay                                               | 3–0    | Chile | Estadio Centenario, Montevideo rozhodčí: Wilmar Roldán |
| Diego Godín 23' Álvaro Pereira 61' Martín Cáceres 65' | Report |       | Estadio Centenario, Montevideo rozhodčí: Wilmar Roldán |

| 17. listopadu 2015 21:00 UTC–3                       |        |      |                                                                 |
| Brazílie                                             | 3–0    | Peru | Itaipava Arena Fonte Nova, Salvador rozhodčí: Hernando Buitrago |
| Douglas Costa 22' Renato Augusto 57' Filipe Luís 76' | Report |      | Itaipava Arena Fonte Nova, Salvador rozhodčí: Hernando Buitrago |

### Kolo 5
| 24. března 2016 16:00 UTC−4                         |                                 |                                                          |                                                                        |
| Bolívie                                             | 2–3                             | Kolumbie                                                 | Estadio Hernando Siles, La Paz diváci: 16,765 rozhodčí: Wilton Sampaio |
| Juan Carlos Arce 50' (pen.) Alejandro Chumacero 62' | Report (FIFA) Report (CONMEBOL) | James Rodríguez 10' Carlos Bacca 41' Edwin Cardona 90+2' | Estadio Hernando Siles, La Paz diváci: 16,765 rozhodčí: Wilton Sampaio |

| 24. března 2016 16:00 UTC−5         |                                 |                        |                                                                             |
| Ekvádor                             | 2–2                             | Paraguay               | Estadio Olímpico Atahualpa, Quito diváci: 34,817 rozhodčí: Daniel Fedorczuk |
| Enner Valencia 20' Ángel Mena 90+2' | Report (FIFA) Report (CONMEBOL) | Darío Lezcano 38', 59' | Estadio Olímpico Atahualpa, Quito diváci: 34,817 rozhodčí: Daniel Fedorczuk |

| 24. března 2016 20:30 UTC−3 |                                 |                                        |                                                                                         |
| Chile                       | 1–2                             | Argentina                              | Estadio Nacional Julio Martínez Prádanos, Santiago diváci: 44,536 rozhodčí: Héber Lopes |
| Felipe Gutiérrez 11'        | Report (FIFA) Report (CONMEBOL) | Ángel Di María 20' Gabriel Mercado 25' | Estadio Nacional Julio Martínez Prádanos, Santiago diváci: 44,536 rozhodčí: Héber Lopes |

| 24. března 2016 21:15 UTC−5           |                                 |                                              |                                                                 |
| Peru                                  | 2–2                             | Venezuela                                    | Estadio Nacional, Lima diváci: 35,459 rozhodčí: Enrique Cáceres |
| Paolo Guerrero 61' Raúl Ruidíaz 90+4' | Report (FIFA) Report (CONMEBOL) | Rómulo Otero 33' (pen.) Mikel Villanueva 57' | Estadio Nacional, Lima diváci: 35,459 rozhodčí: Enrique Cáceres |

| 25. března 2016 21:45 UTC−3         |                                 |                                    |                                                                          |
| Brazílie                            | 2–2                             | Uruguay                            | Itaipava Arena Pernambuco, Recife diváci: 45,010 rozhodčí: Néstor Pitana |
| Douglas Costa 1' Renato Augusto 25' | Report (FIFA) Report (CONMEBOL) | Edinson Cavani 30' Luis Suárez 48' | Itaipava Arena Pernambuco, Recife diváci: 45,010 rozhodčí: Néstor Pitana |

### Kolo 6
| 29. března 2016 15:30 UTC−5                       |                                 |                    |                                                                                             |
| Kolumbie                                          | 3–1                             | Ekvádor            | Estadio Metropolitano Roberto Meléndez, Barranquilla diváci: 38,400 rozhodčí: Enrique Osses |
| Carlos Bacca 15', 67' Sebastián Pérez Cardona 48' | Report (FIFA) Report (CONMEBOL) | Michael Arroyo 90' | Estadio Metropolitano Roberto Meléndez, Barranquilla diváci: 38,400 rozhodčí: Enrique Osses |

| 29. března 2016 20:00 UTC−3 |                                 |      |                                                                        |
| Uruguay                     | 1–0                             | Peru | Estadio Centenario, Montevideo diváci: 55,000 rozhodčí: Roddy Zambrano |
| Edinson Cavani 51'          | Report (FIFA) Report (CONMEBOL) |      | Estadio Centenario, Montevideo diváci: 55,000 rozhodčí: Roddy Zambrano |

| 30. března 2016 19:00 UTC−4:30 |                                 |                                                   |                                                                    |
| Venezuela                      | 1–4                             | Chile                                             | Estadio Agustín Tovar, Barinas diváci: 24,101 rozhodčí: Diego Haro |
| Rómulo Otero 9'                | Report (FIFA) Report (CONMEBOL) | Mauricio Pinilla 33', 52' Arturo Vidal 72', 90+2' | Estadio Agustín Tovar, Barinas diváci: 24,101 rozhodčí: Diego Haro |

| 29. března 2016 20:30 UTC−3                 |                                 |         |                                                                                 |
| Argentina                                   | 2–0                             | Bolívie | Estadio Mario Alberto Kempes, Córdoba diváci: 53,000 rozhodčí: Jesús Valenzuela |
| Gabriel Mercado 20' Lionel Messi 30' (pen.) | Report (FIFA) Report (CONMEBOL) |         | Estadio Mario Alberto Kempes, Córdoba diváci: 53,000 rozhodčí: Jesús Valenzuela |

| 29. března 2016 20:45 UTC−4         |                                 |                                       |                                                                               |
| Paraguay                            | 2–2                             | Brazílie                              | Estadio Defensores del Chaco, Asunción diváci: 24,457 rozhodčí: Wilmar Roldán |
| Darío Lezcano 40' Édgar Benítez 49' | Report (FIFA) Report (CONMEBOL) | Ricardo Oliveira 79' Dani Alves 90+2' | Estadio Defensores del Chaco, Asunción diváci: 24,457 rozhodčí: Wilmar Roldán |

### Kolo 7
| 1. září 2016 16:00 UTC−4                   |                                 |      |                                                                     |
| Bolívie                                    | 2–0                             | Peru | Estadio Hernando Siles, La Paz diváci: 20,000 rozhodčí: José Argote |
| Pablo Daniel Escobar 38' Ronald Raldes 86' | Report (FIFA) Report (CONMEBOL) |      | Estadio Hernando Siles, La Paz diváci: 20,000 rozhodčí: José Argote |

| 1. září 2016 15:30 UTC–5                  |                                 |           |                                                                                 |
| Kolumbie                                  | 2–0                             | Venezuela | Estadio Metropolitano Roberto Meléndez, Barranquilla rozhodčí: Daniel Fedorczuk |
| James Rodríguez 45+2' Macnelly Torres 82' | Report (FIFA) Report (CONMEBOL) |           | Estadio Metropolitano Roberto Meléndez, Barranquilla rozhodčí: Daniel Fedorczuk |

| 1. září 2016 16:00 UTC−5 |                                 |                                            |                                                                            |
| Ekvádor                  | 0–3                             | Brazílie                                   | Estadio Olímpico Atahualpa, Quito diváci: 33,000 rozhodčí: Enrique Cáceres |
|                          | Report (FIFA) Report (CONMEBOL) | Neymar 72' (pen.) Gabriel Jesus 87', 90+2' | Estadio Olímpico Atahualpa, Quito diváci: 33,000 rozhodčí: Enrique Cáceres |

| 1. září 2016 20:30 UTC−3 |                                 |         |                                                                              |
| Argentina                | 1–0                             | Uruguay | Estadio Malvinas Argentinas, Mendoza diváci: 42,000 rozhodčí: Julio Bascuñán |
| Lionel Messi 43'         | Report (FIFA) Report (CONMEBOL) |         | Estadio Malvinas Argentinas, Mendoza diváci: 42,000 rozhodčí: Julio Bascuñán |

| 1. září 2016 20:00 UTC−4          |                                 |                  |                                                                               |
| Paraguay                          | 2–1                             | Chile            | Estadio Defensores del Chaco, Asunción diváci: 35,000 rozhodčí: Néstor Pitana |
| Óscar Romero 6' Paulo da Silva 9' | Report (FIFA) Report (CONMEBOL) | Arturo Vidal 37' | Estadio Defensores del Chaco, Asunción diváci: 35,000 rozhodčí: Néstor Pitana |

### Kolo 8
| 6. září 2016 20:00 UTC−3                                                |                                 |          |                                                         |
| Uruguay                                                                 | 4–0                             | Paraguay | Estadio Centenario, Montevideo rozhodčí: Wilton Sampaio |
| Edinson Cavani 18', 54' Cristian Rodríguez 42' Luis Suárez 45+1' (pen.) | Report (FIFA) Report (CONMEBOL) |          | Estadio Centenario, Montevideo rozhodčí: Wilton Sampaio |

| 6. září 2016 19:30 UTC−4      |                                 |                                       |                                                                  |
| Venezuela                     | 2–2                             | Argentina                             | Estadio Metropolitano de Mérida, Mérida rozhodčí: Roddy Zambrano |
| Juanpi 34' Josef Martínez 52' | Report (FIFA) Report (CONMEBOL) | Lucas Pratto 58' Nicolás Otamendi 83' | Estadio Metropolitano de Mérida, Mérida rozhodčí: Roddy Zambrano |

| 6. září 2016 20:30 UTC−3 |                                 |         |                                                                       |
| Chile                    | 0–0                             | Bolívie | Estadio Monumental David Arellano, Santiago rozhodčí: Ricardo Marques |
|                          | Report (FIFA) Report (CONMEBOL) |         | Estadio Monumental David Arellano, Santiago rozhodčí: Ricardo Marques |

| 6. září 2016 20:45 UTC−4 |                                 |                      |                                                      |
| Brazílie                 | 2–1                             | Kolumbie             | Arena da Amazônia, Manaus rozhodčí: Patricio Loustau |
| Miranda 2' Neymar 74'    | Report (FIFA) Report (CONMEBOL) | Marquinhos 36' (vl.) | Arena da Amazônia, Manaus rozhodčí: Patricio Loustau |

| 6. září 2016 21:15 UTC−5                    |                                 |                      |                                                |
| Peru                                        | 2–1                             | Ekvádor              | Estadio Nacional, Lima rozhodčí: Wilmar Roldán |
| Christian Cueva 19' (pen.) Renato Tapia 78' | Report (FIFA) Report (CONMEBOL) | Gabriel Achilier 31' | Estadio Nacional, Lima rozhodčí: Wilmar Roldán |

### Kolo 9
| 6. října 2016 20:30 UTC−3 |                                 |             |                                                                 |
| Paraguay                  | 0-1                             | Kolumbie    | Estadio Defensores del Chaco, Asunción rozhodčí: Julio Bascuñán |
|                           | Report (FIFA) Report (CONMEBOL) | Cardona 90' | Estadio Defensores del Chaco, Asunción rozhodčí: Julio Bascuñán |

| 6. října 2016                                                                          |                                 |         |                        |
| Brazílie                                                                               | 5-0                             | Bolívie | Arena das Dunas, Natal |
| Neymar 10' Philippe Coutinho 25' Filipe Luís 38' Gabriel Jesus 43' Roberto Firmino 75' | Report (FIFA) Report (CONMEBOL) |         | Arena das Dunas, Natal |

| 6. října 2016                                                |                                 |       |  |
| Ekvádor                                                      | 3-0                             | Chile |  |
| Antonio Valencia 19' Cristian Ramírez 23' Felipe Caicedo 47' | Report (FIFA) Report (CONMEBOL) |       |  |

| 6. října 2016                                 |                                 |                                           |  |
| Peru                                          | 2-2                             | Argentina                                 |  |
| Paolo Guerrero 57' Christian Cueva 83' (pen.) | Report (FIFA) Report (CONMEBOL) | Ramiro Funes Mori 15' Gonzalo Higuaín 77' |  |

| 6. října 2016                               |                                 |           |  |
| Uruguay                                     | 3–0                             | Venezuela |  |
| Nicolás Lodeiro 29' Edinson Cavani 46', 78' | Report (FIFA) Report (CONMEBOL) |           |  |

### Kolo 10
| 11. října 2016                  |                                 |                                        |  |
| Kolumbie                        | 2–2                             | Uruguay                                |  |
| Abel Aguilar 16' Yerry Mina 85' | Report (FIFA) Report (CONMEBOL) | Cristian Rodríguez 27' Luis Suárez 73' |  |

| 11. října 2016       |                                 |                   |  |
| Chile                | 2–1                             | Peru              |  |
| Arturo Vidal 9', 85' | Report (FIFA) Report (CONMEBOL) | Edison Flores 75' |  |

| 11. října 2016 |                                 |                     |  |
| Argentina      | 0–1                             | Paraguay            |  |
|                | Report (FIFA) Report (CONMEBOL) | Derlis González 17' |  |

| 11. října 2016 |                                 |                              |  |
| Venezuela      | 0–2                             | Brazílie                     |  |
|                | Report (FIFA) Report (CONMEBOL) | Gabriel Jesus 7' Willian 53' |  |

| 11. října 2016               |                                 |                         |  |
| Bolívie                      | 2–2                             | Ekvádor                 |  |
| Pablo Daniel Escobar 3', 43' | Report (FIFA) Report (CONMEBOL) | Enner Valencia 47', 88' |  |

### Kolo 11
| 10. listopadu 2016 |                                 |       |  |
| Kolumbie           | 0–0                             | Chile |  |
|                    | Report (FIFA) Report (CONMEBOL) |       |  |

| 10. listopadu 2016   |                                 | |  |
| Paraguay             | 1–4                             | Peru |  |
| Cristian Riveros 10' | Report (FIFA) Report (CONMEBOL) | Christian Ramos 49' Edison Flores 71' Christian Cueva 79' Édgar Benítez 84' (vl.) - vlastní branka Paraguaye |  |

| 10. listopadu 2016                              |                                 |           |                          |
| Brazílie                                        | 3–0                             | Argentina | Mineirão, Belo Horizonte |
| Philippe Coutinho 25' Neymar 45+1' Paulinho 58' | Report (FIFA) Report (CONMEBOL) |           | Mineirão, Belo Horizonte |

| 10. listopadu 2016                                               |                                 |         |  |
| Venezuela                                                        | 5–0                             | Bolívie |  |
| Jacobo Kouffati 2' Josef Martínez 10', 67', 69' Rómulo Otero 74' | Report (FIFA) Report (CONMEBOL) |         |  |

| 10. listopadu 2016                     |                                 |                    |  |
| Uruguay                                | 2–1                             | Ekvádor            |  |
| Sebastián Coates 12' Diego Rolán 45+1' | Report (FIFA) Report (CONMEBOL) | Felipe Caicedo 44' |  |

### Kolo 12
| 15. listopadu 2016                           |                                 |                    |  |
| Chile                                        | 3–1                             | Uruguay            |  |
| Eduardo Vargas 45+1' Alexis Sánchez 60', 75' | Report (FIFA) Report (CONMEBOL) | Edinson Cavani 16' |  |

| 15. listopadu 2016                                   |                                 |          |  |
| Argentina                                            | 3–0                             | Kolumbie |  |
| Lionel Messi 10' Lucas Pratto 22' Ángel Di María 84' | Report (FIFA) Report (CONMEBOL) |          |  |

| 15. listopadu 2016                                    |                                 |           |  |
| Ekvádor                                               | 3–0                             | Venezuela |  |
| Arturo Mina 50' Miller Bolaños 84' Enner Valencia 87' | Report (FIFA) Report (CONMEBOL) |           |  |

| 15. listopadu 2016         |                                 |          |  |
| Bolívie                    | 1–0                             | Paraguay |  |
| Marcelo Martins Moreno 77' | Report (FIFA) Report (CONMEBOL) |          |  |

| 15. listopadu 2016 |                                 |                                      |  |
| Peru               | 0–2                             | Brazílie                             |  |
|                    | Report (FIFA) Report (CONMEBOL) | Gabriel Jesus 57' Renato Augusto 78' |  |

### Kolo 13
| 23. března 2017     |                                 |         |  |
| Kolumbie            | 1–0                             | Bolívie |  |
| James Rodríguez 83' | Report (FIFA) Report (CONMEBOL) |         |  |

| 23. března 2017                    |                                 |                           |  |
| Paraguay                           | 2–1                             | Ekvádor                   |  |
| Bruno Valdez 11' Júnior Alonso 65' | Report (FIFA) Report (CONMEBOL) | Felipe Caicedo 69' (pen.) |  |

| 23. března 2017         |                                 |       |  |
| Argentina               | 1–0                             | Chile |  |
| Lionel Messi 15' (pen.) | Report (FIFA) Report (CONMEBOL) |       |  |

| 23. března 2017                       |                                 |                                       |  |
| Venezuela                             | 2–2                             | Peru                                  |  |
| Mikel Villanueva 23' Rómulo Otero 39' | Report (FIFA) Report (CONMEBOL) | André Carrillo 46' Paolo Guerrero 64' |  |

| 23. března 2017          |                                 |                                     |  |
| Uruguay                  | 1–4                             | Brazílie                            |  |
| Edinson Cavani 9' (pen.) | Report (FIFA) Report (CONMEBOL) | Paulinho 18', 51', 90+2' Neymar 74' |  |

### Kolo 14
| 28. března 2017                           |                                 |                    |  |
| Chile                                     | 3–1                             | Venezuela          |  |
| Alexis Sánchez 4' Esteban Paredes 6', 22' | Report (FIFA) Report (CONMEBOL) | Salomón Rondón 62' |  |

| 28. března 2017                              |                                 |          |  |
| Brazílie                                     | 3–0                             | Paraguay |  |
| Philippe Coutinho 34' Neymar 63' Marcelo 85' | Report (FIFA) Report (CONMEBOL) |          |  |

| 28. března 2017 |                                 |                                       |  |
| Ekvádor         | 0–2                             | Kolumbie                              |  |
|                 | Report (FIFA) Report (CONMEBOL) | James Rodríguez 20' Juan Cuadrado 34' |  |

| 28. března 2017                                 |                                 |           |  |
| Bolívie                                         | 2–0                             | Argentina |  |
| Juan Carlos Arce 31' Marcelo Martins Moreno 52' | Report (FIFA) Report (CONMEBOL) |           |  |

| 28. března 2017                      |                                 |                           |  |
| Peru                                 | 2–1                             | Uruguay                   |  |
| Paolo Guerrero 34' Edison Flores 62' | Report (FIFA) Report (CONMEBOL) | Carlos Andrés Sánchez 30' |  |

### Kolo 15
| 31. srpna 2017 |                                 |                                                                                    |  |
| Chile          | 0–3                             | Paraguay                                                                           |  |
|                | Report (FIFA) Report (CONMEBOL) | Arturo Vidal 24' (vl.) vlastní branka Chile Víctor Cáceres 55' Richard Ortiz 90+2' |  |

| 31. srpna 2017                     |                                 |         |  |
| Brazílie                           | 2–0                             | Ekvádor |  |
| Paulinho 69' Philippe Coutinho 76' | Report (FIFA) Report (CONMEBOL) |         |  |

| 31. srpna 2017 |                                 |          |  |
| Venezuela      | 0–0                             | Kolumbie |  |
|                | Report (FIFA) Report (CONMEBOL) |          |  |

| 31. srpna 2017                        |                                 |                     |  |
| Peru                                  | 2–1                             | Bolívie             |  |
| Edison Flores 55' Christian Cueva 59' | Report (FIFA) Report (CONMEBOL) | Gilbert Álvarez 72' |  |

| 31. srpna 2017 |                                 |           |  |
| Uruguay        | 0–0                             | Argentina |  |
|                | Report (FIFA) Report (CONMEBOL) |           |  |

### Kolo 16
| 5. září 2017       |                                 |               |  |
| Kolumbie           | 1–1                             | Brazílie      |  |
| Radamel Falcao 56' | Report (FIFA) Report (CONMEBOL) | Willian 45+2' |  |

| 5. září 2017     |                                 |                                                                       |  |
| Paraguay         | 1–2                             | Uruguay                                                               |  |
| Ángel Romero 88' | Report (FIFA) Report (CONMEBOL) | Federico Valverde 76' Gustavo Gómez 80' (vl.) vlastní branka Paraguay |  |

| 5. září 2017                                   |                                 |                  |  |
| Argentina                                      | 1–1                             | Venezuela        |  |
| Rolf Feltscher 54' (vl.) vlastní gol Venezuely | Report (FIFA) Report (CONMEBOL) | Jhon Murillo 51' |  |

| 5. září 2017              |                                 |                                     |  |
| Ekvádor                   | 1–2                             | Peru                                |  |
| Enner Valencia 79' (pen.) | Report (FIFA) Report (CONMEBOL) | Edison Flores 73' Paolo Hurtado 76' |  |

| 5. září 2017                |                                 |       |  |
| Bolívie                     | 1–0                             | Chile |  |
| Juan Carlos Arce 59' (pen.) | Report (FIFA) Report (CONMEBOL) |       |  |

### Kolo 17
| 5. října 2017      |                                 |                                          |                                   |
| Kolumbie           | 1-2                             | Paraguay                                 | rozhodčí: Ricardo Marques Ribeiro |
| Radamel Falcao 78' | Report (FIFA) Report (CONMEBOL) | Oscar Cardozo 88' Antonio Sanabria 90+1' | rozhodčí: Ricardo Marques Ribeiro |

| 5. října 2017                       |                                 |                    |                        |
| Chile                               | 2-1                             | Ekvádor            | rozhodčí: Sandro Ricci |
| Eduardo Vargas 21' Arturo Vidal 84' | Report (FIFA) Report (CONMEBOL) | Romario Ibarra 83' | rozhodčí: Sandro Ricci |

| 5. října 2017 |                                 |      |                                  |
| Argentina     | 0-0                             | Peru | rozhodčí: Wilton Pereira Sampaio |
|               | Report (FIFA) Report (CONMEBOL) |      | rozhodčí: Wilton Pereira Sampaio |

| 5. října 2017 |                                 |         |                            |
| Venezuela     | 0-0                             | Uruguay | rozhodčí: Anderson Daronco |
|               | Report (FIFA) Report (CONMEBOL) |         | rozhodčí: Anderson Daronco |

| 5. října 2017 |                                 |          |                              |
| Bolívie       | 0-0                             | Brazílie | rozhodčí: Fernando Rapallini |
|               | Report (FIFA) Report (CONMEBOL) |          | rozhodčí: Fernando Rapallini |

### Kolo 18
| 10. října 2017 |                                 |                    |                                  |
| Paraguay       | 0:1                             | Venezuela          | rozhodčí: Wilton Pereira Sampaio |
|                | Report (FIFA) Report (CONMEBOL) | Yangel Herrera 83' | rozhodčí: Wilton Pereira Sampaio |

| 10. října 2017                        |                                 |       |                                 |
| Brazílie                              | 3:0                             | Chile | rozhodčí: Roddy Zambrano Olmedo |
| Paulinho 54' Gabriel Jesús 56', 90+2' | Report (FIFA) Report (CONMEBOL) |       | rozhodčí: Roddy Zambrano Olmedo |

| 10. října 2017    |                                 |                            |                            |
| Ekvádor           | 1:3                             | Argentina                  | rozhodčí: Anderson Daronco |
| Romario Ibarra 0' | Report (FIFA) Report (CONMEBOL) | Lionel Messi 11', 19', 61' | rozhodčí: Anderson Daronco |

| 10. října 2017     |                                 |                     |                        |
| Peru               | 1:1                             | Kolumbie            | rozhodčí: Sandro Ricci |
| Paolo Guerrero 75' | Report (FIFA) Report (CONMEBOL) | James Rodríguez 55' | rozhodčí: Sandro Ricci |

| 10. října 2017                                             |                                 |                                  |                                    |
| Uruguay                                                    | 4:2                             | Bolívie                          | rozhodčí: Ricardo Marques Riebeiro |
| Martín Cáceres 39' Edinson Cavani 41' Luis Suárez 59', 75' | Report (FIFA) Report (CONMEBOL) | Gastón Silva 23' Diego Godín 78' | rozhodčí: Ricardo Marques Riebeiro |